# CAF Super Cup 2016
De CAF Supercup 2016 was een voetbalwedstrijd tussen de winnaar van de CAF Champions League 2015 TP Mazembe uit Congo-Kinshasa en  Étoile du Sahel  uit Tunesië, de winnaar van de CAF Confederation Cup 2015.

## Wedstrijdinformatie
|                                |                  |     |                 |                                                                  |
| 20 februari 2016 15:30 (UTC+2) | TP Mazembe       | 2–1 | Étoile du Sahel | Stade TP Mazembe, Lubumbashi Scheidsrechter: Hamada Nampiandraza |
| 20 februari 2016 15:30 (UTC+2) | Adjei 19', 45+1' |     | Msakni 45+2'    | Stade TP Mazembe, Lubumbashi Scheidsrechter: Hamada Nampiandraza |